# Tony Brooker
Pour les articles homonymes, voir Brooker.
Ralph Anthony Brooker, dit Tony Brooker, né le 22 septembre 1925 et mort le 20 novembre 2019, est un informaticien britannique connu pour avoir développé le Mark 1 Autocode.